# Empecta densaticollis
Empecta densaticollis är en skalbaggsart som beskrevs av Leon Fairmaire 1901. Empecta densaticollis ingår i släktet Empecta och familjen Melolonthidae. Inga underarter finns listade i Catalogue of Life.